# Itzig Hirsch Cohn
Itzig Hirsch Cohn (* 21. Oktober 1777 in Wörlitz; † 1. November 1863 in Dessau) war ein deutscher Kaufmann und Bankier. Cohn war der erste Jude, welcher die Erlaubnis erhielt, außerhalb des örtlichen Judenviertels (Sandvorstadt) in Dessau zu leben.

## Leben

### Herkunft und Familie
Cohn war der Sohn eines Wörlitzer Schutzjuden. Er heiratete im November 1812 Marianna, geb. Nathan (1787–1879) und bekam mit ihr zwei Kinder: Moritz Cohn (1812–1900), später nobilitiert zu von Cohn, welcher die väterliche Privatbank übernahm und erheblich ausbaute und Henriette (1819–1904). Paul Nathan ist sein Enkel.

### Karriere
Cohn wurde im Haus Am Markt 92a in Wörlitz geboren. Im Jahre 1810 bat er um die Erteilung eines Schutzbriefes und gleichzeitig um eine Genehmigung für die Gründung eines Hausstandes. Während der Napoleonischen Kriege zeichnete sich Cohn durch Tapferkeit aus, da er zahlreiche preußische Soldaten mithilfe einer Fähre über die Elbe brachte, um sie vor Napoleons Truppen zu schützen.
Im Jahre 1817 zog er nach Dessau, nachdem er für sich und seine Familie das Schutzrecht erworben hatte, um mit herzoglicher Genehmigung ein als „I. H. Cohn“ firmiertes Leihhaus in der Kavalierstraße 26 zu betreiben, wo auch im Jahre 1839 sein Sohn ein Teilhaber werden sollte. Er erlangte viel Ansehen, unter anderem auch durch Beauftragung der Geldgeschäfte durch das anhaltische Herzogshaus in Dessau. Später rettete er auch das anhaltische Herzogshaus in Köthen vor dem Staatsbankrott durch Anleihen in einer Höhe von bis zu 225.000 Talern. Im Jahre 1833 erhielt er die herzogliche Konzession zur Einrichtung der ersten Dessauer Sparkasse (Anhalt-Dessauische Landessparkasse), der er bis 1849 vorstand.
Er wurde im Jahre 1861 zum „Geheimen Kommerzienrat“ und später auch zum Ehrenbürger der Stadt Wörlitz ernannt. Eine Gedenktafel an seinem Geburtshaus wurde 1932 entfernt, allerdings gibt es heutzutage wieder Pläne, eine neue Tafel anzubringen. Er wurde auf dem jüdischen Friedhof in Dessau begraben.